# Župnija Slivnica pri Celju
Župnija Slivnica pri Celju je rimskokatoliška teritorialna župnija dekanije Šmarje pri Jelšah škofije Celje.
Do 7. aprila 2006, ko je bila ustanovljena škofija Celje, je bila župnija del kozjanskega naddekanata škofije Maribor. Župnijska cerkev je na Slivnici in je posvečena Sveti Mariji Magdaleni.                                         

## Cerkve v župniji

#### Župnijska cerkev
- Sv. Magdalena, Slivnica pri Celju

#### Podružnice
- Sv. Helena, Javorje
- Sv. Miklavž, Vinarje
- Sv. Urban, Gorica pri Slivnici
- Sv. Janez Krstnik, Slivnica pri Celju

## Župnijska cerkev Svete Marije Magdalene
Župnijska cerkev svete Marije Magdalene (lokacija: 46°10′26.18″N 15°25′36.22″E / 46.1739389°N 15.4267278°E) je bila zgrajena med letoma 1710 in 1729. Posvečena je bila 10. julija 1729. Cerkev je posvetil belerenzijski škof Georgius Ksaverius de Maroti. Dolga je 20,5 metra, široka 6,5 metra in visoka 7 metrov. Stranski kapeli sta bili dozidani 1901 leta na ženski strani in 1902 na moški strani. Glavni oltar je posvečen Mariji Magdaleni, na levi strani je kip Marije Kleofove in sveti Matija, na desni strani pa kip svete Veronike in svetega Barnabe. Nad vsemi pa vrh oltarja krasi kip svete Trojice. Desna kapela je posvečena rožnovenski Materi Božji, leva kapela pa sveti Družini. Cerkev ima zvonik, ki je visok dobrih dvajset metrov, ter kor z orglami. Zraven cerkve je župnišče in kaplanija. 

## Podružnice

### Sv. Helena, Javorje
Podružnična cerkev Svete Helene (lokacija: 46°10′18.98″N 15°26′59.72″E / 46.1719389°N 15.4499222°E) v Javorju je najstarejša v župniji. To je bila prvotno romanska cerkev, ki je bila posvečena leta 1545. Stoji na nadmorski višini 528 metrov. Cerkev je dolga 19 metrov, široka 6,2 metra in visoka 7 metrov, je obokana in tlakovana s kamnitimi ploščami. Prezbiterij je verjetno gotski. Glavni oltar je posvečen sveti Heleni, cesarici, materi svetega Konstantina Velikega. Na levi strani oltarja je kip svete Katarine na desni pa svete Barbare. Desni stranski oltar je posvečen Devici Mariji de Pace (Mariji Miru), na vsaki strani sta kipa svetega Izidorja in svetega Ilja. Levi stranski oltar je posvečen svetemu Jožefu. Zvonik je visok 30 metrov in v njem so še edini bronasti zvonovi v župniji. 

### Sv. Miklavž, Vinarje
Cerkvica stoji v dolini pod cerkvijo svete Helene (lokacija: 46°10′8.79″N 15°27′8.55″E / 46.1691083°N 15.4523750°E) in je bila grajena pred letom 1621 v romanskem slogu. Posvečena je bila 5.7.1621. Stoji na 381 metrov nadmorske višine, je manjša in meri v dolžino štirinajst metrov, visoka in široka pa je šest in pol metrov. Cerkev nima kapel, ima pa tri oltarje. Glavni oltar je posvečen sv. Miklavžu. Na levi je kip sv. Petra, na desni pa kip sv. Pavla. Desni stranski oltar je posvečen sv. Apoloniji na vsaki strani pa sta kipa sv. Lucije in sv. Uršule. Levi stranski oltar je posvečen sv. Jožefu na vsaki strani pa sta kipa sv. Antona puščavnika in sv. Martina v apsidi pa sv. Florijana.

### Sv. Urban, Gorica
Podružnična cerkev sv. Urbana (lokacija: 46°11′18.98″N 15°25′34.05″E / 46.1886056°N 15.4261250°E)  je bila zgrajena okoli leta 1621 v romanskem slogu. Dne 6.7.1621 jo je posvetil škof Frančišek Capricosmusa. Cerkev stoji na vzpetini, visoki 313 metrov. Dolga je šestnajst metrov, široka pet metrov ter visoka šest metrov.  Cerkev nima stranskih kapel, ima pa tri oltarje. Glavni oltar je posvečen svetemu Urbanu papežu, na levi strani je kip svetega Gregorja, na desni pa kip svetega Jakoba. V apsidi oltarja je kip Rožnovenske Matere Božje. Desni stranski oltar je posvečen Brezmadežni Devici Mariji, na vsaki strani pa sta kipa svete Barbare in svete Jederti, v apsidi pa slika svete Uršule. Levi stranski oltar je posvečen svetemu Valentinu, na vsaki starani pa sta kipa svetega Roka in svetega Frančiška, v apsidi pa slika svetih Treh Kraljev.

### Sv. Janez Krstnik, Slivnica
Podružnična cerkev sv. Janeza (lokacija: 46°10′12.83″N 15°25′55.75″E / 46.1702306°N 15.4321528°E) je bila zgrajena leta 1729 v romanskem mešanem slogu. Posvečena je bila 10. julija 1729, isti dan kot farna cerkev svete Marije Magdalene. Obe cerkvi je posvetil belerenzijski škof Georgius Ksaverius de Maroti. Cerkev stoji na vzpetini, visoki 489 metrov. Dolga je dvajset metrov, široka šest metrov in pol ter visoka sedem metrov.  Glavni oltar je posvečen svetemu Janezu Krstniku, na desni strani sta kipa svete Luke in svetega Janeza Evangelista. Na levi strani sta kipa svetega Marna in svetega Matevža. Desni stranski oltar je posvečen svetemu Vidu na strani sta kipa svetega Filipa in svetega Jakoba. Levi stranski oltar je posvečen svetemu Antonu puščavniku, na straneh pa sta sveti Ciril in sveti Metod. V bližini cerkve je farno pokopališče.

## Seznam župnikov
- Štefan Tušek (1761-1810)
- Judok Harman (1810-1819)
- Mihael Ureg (1819-1830)
- Filip Kolar (1831-1841)
- Anton Šmon (1841-1849)
- Franc Gornik (1849-1867)
- Jakob Mastnak (1868-1891)
- Ivan Kozinc (1892-1925)
- Jakob Rabuza (1926-1949)
- Vinko Šivavec 1949-1964)
- Franc Murko (1964-1983)
- Andrej Mazej (1983-1997)
- Marko Šraml (1997- )